# F1 2021 (videójáték)
Az F1 2021 a 2021-es Forma 1 és Forma 2 bajnokságok hivatalos videojátéka, amelyet a Codemasters fejlesztett ki és az EA Sports adott ki. Ez a Codemasters F1-es sorozatának tizennegyedik játéka, és az első, az Electronic Arts által az EA Sports divíziója alatt kiadott sorozatban a 2003-as F1 Career Challenge óta, miután a Codemasterst az Electronic Arts felvásárolta pár hónappal az előzetes megjelenése előtt.
A játék alapvetően Microsoft Windows, PlayStation 4, PlayStation 5, Xbox One és Xbox Series X/S platformokon jelent meg 2021. július 16-án. A játék Deluxe verziója 3 nappal előbb, július 13-án jelent meg.

## Fejlesztés és funkciók
A Codemasters 2021. április 15-én mutatta be az F1 2021-et, amely egy vadonatúj módot tartalmaz, a story módot. Az Imola, Portimão és Jeddah pályákat később ingyenes frissítésként adták hozzá a játékhoz. A Marina Bay, a Melbourne, Montreal és Suzuka pályák az eredeti F1-es naptárnak megfelelően szerepelnek a játékban, annak ellenére, hogy ezeket a versenyeket a való életben törölték a Covid19-világjárvány miatt. A sanghaji pálya is szerepel a játékban, mivel a vadonatúj Braking Point mód részét képezi.
Karrier módban most először lehetséges, hogy két játékos vehessen részt ugyanabban a módban, akár ellenfélként vagy csapattársként.
Hét Formula 1-es bajnokkal is lehet játszani a My Team módban, akik a következők: Ayrton Senna, Alain Prost, Michael Schumacher, Nico Rosberg, Jenson Button, David Coulthard és Felipe Massa.
Az F1 2021 által kínált vizuális élmény az előző évhez képest bővült, ugyanis a versenypálya mellett lévő szurkolók, a sztori módban szereplő karakterek arckifejezésén alapul. Ezenkívül az F1-es közvetítések nyitócímeinek teljes verziója a játék elindítása után került hozzáadásra, az EA Sports és a Codemasters logóját követve. PlayStation 5 és Xbox Series X/S, PC-n pedig a ray tracing támogatás, valamint a győzelmi rádióhívások is debütálnak az F1-es játékokban.
A játékosok saját Formula 1-es csapatot is létrehozhatnak a Karrier mód My Team funkciójával. Ezen a funkción keresztül a játékosok az autómotorok szponzorainak és beszállítóinak kiválasztásával, valamint a csapattársak igazolásának folyamatával foglalkozik. Ennek a módnak a 2021-es új funkciója volt, hogy hozzáadták a Department Events-t, ahol a játékos kap egy, a csapatot érintő forgatókönyvet, és ki kell választania, hogy szerintük mi a legjobb döntés.

## Sztori mód:Braking Point
A játék bemutatja a Braking Point történetmódot, amely három szezonon keresztül játszódik (a 2019-es F2-es szezon vége, majd a 2020-as és 2021-es F1-es szezon). A Codemasters szerint a Braking Point „elmeríti a játékosokat a Forma-1 elbűvölő és csodálatos világában, ízelítőt adva az életstílusból a pályán és azon kívül is: a rivalizálás, az érzelmek és az elhivatottság, amely a legmagasabb szintű versenyhez szükséges”.
A Braking Point játékhoz adásával, az F1-es játéksorozat a negyedik EA Sports cím lett, amely sztorimóddal rendelkezik, ilyenek például a Fight Night Champion Champion Mode, FIFA The Journey és Madden NFL Longshot. Öt választható csapat van ebben a módban: Racing Point (később Aston Martin), Scuderia AlphaTauri, Alfa Romeo Racing, Haas és Williams.
A sztori főszereplője Aiden Jackson (Aiden Felgate), egy brit feltörekvő sztár, aki a junior kategóriákon keresztül jut fel elismerésekkel annak reményében, hogy egyszer eljut a Forma-1-be, és végül világbajnok lesz. A történet a 2019-es FIA F2-es bajnokság szezonzáróján kezdődik, ahol az év utolsó sprintversenyén a Carlin Jackson és az ART-s Nyck de Vries között kiélezett bajnoki csata zajlott le. Jacksont koronázták meg a 2019-es Forma-2-es bajnoknak, miután a meccs végén túllépte Nicholas Latifi és Luca Ghiotto Virtuosi DAMS-ét, hogy megnyerje a sprintfutamot, miközben a riválisa, De Vries a gumi és az autó egyensúlyával küszködik. A cím elnyerése után Jackson a 2020-as szezonra a F1-be jut fel, ahol nagy nyomással, súllyal és elvárásokkal néz szembe a fantasztikus Junior karriere után. Miközben a kamerák előtt azt mutatja, hogy teljesen beilleszkedett, a pályán kívül nehezen tud átállni a Forma-1-be, a világ legjobb versenyzőivel szembenézve. A történet bevezetőjében, a történet 2020-as évados részében és az utolsó fejezet utolsó részében a játékos Jackson szerepét ölti magára.
Szintén a sztori módban szerepel a holland pilóta, Casper Akkerman (Christopher Dane), aki Jackson csapattársaként szerepel. Veterán F1-es pilótaként (egyes jellemzőit és tulajdonságait megosztja Kimi Räikkönennel) érettebb és tapasztaltabb, mint Jackson. A pilóták új generációjának hullámával berobban a Forma-1-es színtérre, Akkerman azért küzd, hogy versenyképes maradjon versenyzői karrierje alkonyán. Felesége Zoe (Kerry Bennett), akivel egy lánya is született, akit Lilynek hívnak (Casper családjában magán kívül Zoe az egyetlen, aki fizikailag megjelenik; lánya, Lily a laptopja bal oldalán lévő képkeretben látható.) Zoe tisztában van azzal, hogy férje milyen áldozatokat hoz annak érdekében, hogy versenyképes maradjon a Forma-1-ben. A történet 2021-es évadának nagy részében a hangsúly Akkermanre vált.
Devon Butler (Daniel Ben Zanou), aki korábban a 2019-es Forma-1 pilóta karrier módjában a 2018-as F2-es szezon bajnokaként (alapvető kimenetel) vagy második helyezettjeként (alternatív kimenetel) szerepelt, Jackson riválisaként tér vissza. A szintén a 2019-es F1-ből Lukas Weber a képernyőn kívül jelenik meg e-mailben, amelyben meglepő módon azt mondja, hogy kedvenc filmje a Cars franchise-ban a második film (ahol Lewis Hamilton is feltűnt). Butler megtartja 2019-es F1-es 71-es versenyszámát, míg Akkerman és Jackson 54-et, illetve 89-et választja (ez utóbbit véletlenül Jack Aitken is használta a 2020-as Formula–1 szahír nagydíjon a Williamsnél.)
Bármelyik csapatot is választja a játékos, Brian Doyle (Jerry Anderson) karaktere mindig feltűnik mint közvetlen kapcsolattartó a csapatfőnökkel

### Cselekmény
Miután Carlinnal megnyerte a 2019-es Forma-2-es bajnokságot, Aiden Jackson egy Forma-1-es csapattal rendelkezik a 2020-as szezonban. Jackson azonban nehezen indul F1-es pályafutása, mivel az ausztráliai szezonnyitón karamboloztak csapattársával, Casper Akkermannel. Jackson nem hajlandó elismerni, hogy a karambol az ő hibája volt, ami feldühíti Akkermant. Kevesen tudták, hogy a rivális pilóta, Devon Butler közvetve okozta az incidenst azzal, hogy egy kanyar bejáratában egyszerre hárman mentek be. Hogy tovább sértse a sérülést, maga Butler szítja a feszültséget Jackson és Akkerman között, ami a kínai nagydíj alatt kezd fokozódni, ahol Akkerman lekényszeríti Jacksont a pályáról, miután megelőzte őt.
A szezon közepén a csapat nehézségekkel küzd a konstruktőri bajnokságban, mivel Jackson továbbra sem jön ki jól Akkermannel. Kapcsolatuk tovább romlik, amikor Akkerman megtudja, hogy Jackson az újonnan fejlesztett erőforrást kapja. A csapat abban a reményben indul Mexikó felé, hogy pontokat szerezzen, hogy bebiztosítsa a helyét a többi középmezőny csapata előtt, de reményeik szertefoszlanak, amikor Jackson és Akkerman, akik nem akarnak pozíciókat feladni, összeütköznek és kikapják egymást. A futam után Brian Doyle szigorúan megfeddi mindkettőjüket, és mindkettőjüket kirúgással fenyegeti, ha további gondot okoznak egymással. A történetnek ez a része a Hamilton–Rosberg rivalizáláshoz hasonlítható, amelyben Lewis Hamilton és Nico Rosberg háromszor ütközött egymásnak, miközben csapattársai a Mercedesnél és Toto Wolff akcióba léptek, miután nem tudta elviselni, hogy pilótái egyáltalán összejönnek. Továbbá a mexikói ütközés megismételte a 2016-os Formula–1 spanyol nagydíj nyitóköri eseményét, amikor Hamilton és Rosberg egymásnak ütközött.
A feszültség megmarad a 2021-es szezonra is. Akkerman frusztrált, úgy érzi, hogy a csapat elkezdte Jacksont az első számú pilótaként kezelni, mivel mind a kvalifikációs, mind a boxstratégiában elsőbbséget élvez. A kanadai nagydíjon Akkerman nem hajlandó elengedni Jacksont annak ellenére, hogy ezt csapat utasítás volt. Jeff pedig a hírhedt "gyorsabb, mint te" üzenetét közölte a rádióban, hasonlóan ahhoz az üzenethez, amelyet Rob Smedley küldött Felipe Massának a 2010-es német nagydíjon, ahol Massának azt mondták, engedje át Fernando Alonsót. A verseny után a két pilóta heves vitát folytat a paddockban, melynek során Akkerman akaratlanul is bejelenti visszavonulását, bár Akkerman később pontosítja, hogy már a szezon elején tervezte a visszavonulását, és a visszavonulásnak semmi köze a csapattársak vitájához. A veszekedés egy videón keresztül terjed a közösségi médiában, amelyet láthatóan Butler rögzített a telefonján. Ennek eredményeként Jackson elveszíti rajongóinak jó részét, akik őt okolják Akkerman visszavonulása miatt.
Akkerman erős teljesítménye tartja harcban a csapatot, de a közte és Jackson között kialakult feszültség továbbra sem mutatja az oldódás jeleit. A csapatvacsorán Doyle összehozza őket, hogy megbeszéljék a problémáikat. Végül rájönnek, hogy kölcsönös ellenségeskedésüket valójában a Devon Butler által terjesztett hamis pletykák táplálták. Akkerman elárulja Jacksonnak, hogy mindvégig vakon hitt Butler hazugságaiban. A nézeteltérések rendeződése és a viszály mögött Akkerman és Jackson együtt dolgoznak azon, hogy legyőzzék Butler csapatát, és megszerezzék csapatukat a negyedik helyre a konstruktőri bajnokságban.
A szezonzáró versenyen, Abu-Dzabiban Butler csapattársa technikai problémák miatt kiáll a versenyből. Ezt kihasználva Akkerman a verseny utolsó részébe Butler előtt autózik. Előzési kísérlet közben Butler összeütközik Akkermannel, aminek következtében mindketten súlyosan megsérültek az autójukban. Butler kiesett a versenyből, míg Akkerman továbbra is folytathatja, és átadja pozícióját Jacksonnak, rádióüzenetet küldve neki, hogy fejezze be a versenyt a dobogón. Jackson végül a harmadik helyre kerülhet. A verseny után Jackson és Akkerman együtt ünnepel a dobogós ceremónián.
Az Opciók menüből is megtekinthető kreditek előtt látható, hogy a Braking Point, valamint maga a játék az egykori kommentátor, Murray Walker és az FIA korábbi elnöke, Max Mosley emlékére készült. A kreditek utáni játékon belüli üzenetből kiderül, hogy Aiden Jackson szerződésről tárgyal, hogy versenyezzen az egyik nagy csapatban (Mercedes, Red Bull Racing vagy Ferrari).

## Fogadtatás
| Összegzőoldal | Értékelés                                      |
| ------------- | ---------------------------------------------- |
| Metacritic    | PC: 86/100 PS4: 83/100 PS5: 84/100 XSX: 88/100 |

| Szerző        | Értékelés   |
| ------------- | ----------- |
| Eurogamer     | Recommended |
| IGN           | 8/10        |
| PC Gamer (UK) | 91/100      |
| PCGamesN      | 8/10        |
| Push Square   | [ 20 ]      |

Az F1 2021 általában kedvező értékeléseket kapott PC-re, PlayStation 4-re, 5-re és Xbox Series X-re a Metacritic-értékelés-gyűjtő szerint.
A The Game Awards 2021-en a legjobb sport-/versenyjáték kategóriában jelölték, valamint a 25. éves DICE Awardson az év versenyjátéka címre.

## Fordítás
Ez a szócikk részben vagy egészben  a   F1 2021 (video game) című angol Wikipédia-szócikk ezen változatának fordításán alapul.  Az eredeti cikk szerkesztőit annak laptörténete sorolja fel. Ez a jelzés csupán a megfogalmazás eredetét és a szerzői jogokat jelzi, nem szolgál a cikkben szereplő információk forrásmegjelöléseként.